# Cistitis intersticial
La cistitis intersticial o síndrome de vejiga dolorosa es una enfermedad crónica de causa desconocida que se caracteriza por un incremento de la frecuencia urinaria, la sensación de no poder contener la orina, la necesidad de orinar lo más rápidamente posible y la aparición de un dolor abdominal bajo o perineal, originado en la vejiga. Estos síntomas se prolongan por más de seis semanas, en ausencia de infección urinaria o enfermedad conocida del aparato urinario. El diagnóstico es fundamentalmente de exclusión y suele ser difícil, por presentarse como un cuadro clínico similar o sobrepuesto a otras enfermedades de la vía urinaria. Junto con la prostatitis crónica constituye el síndrome de dolor pélvico crónico urológico.

## Historia
En el año 1808, Philip Syng Physick describió una condición inflamatoria de la vejiga que producía los mismos síntomas que una litiasis urinaria.
En 1836, Physick expandió este concepto para incluir el aumento de la frecuencia urinaria, la necesidad urgente de orinar y el dolor bajo, sin existir una causa demostrable. Esta descripción de Physick fue la primera referencia clínica documentada de la cistitis intersticial.
En el año 1836, Joseph Parrish, un cirujano de Filadelfia, describió tres casos de pacientes que padecían trastornos graves de la vejiga, sin conocerse su causa, cuyo cuadro Parrish denominó «tic doloroso de la vejiga».
Cincuenta años después, en 1887, Alexander Skene describió una condición clínica caracterizada por síntomas dolorosos y miccionales cuyo examen patológico mostraba una inflamación destructora de la membrana mucosa de la vejiga urinaria en forma parcial o total, con compromiso de la pared muscular, a la cual denominó «cistitis intersticial». En 1907, Maximilian Nitze efectuó una descripción cistoscópica y microscópica de la enfermedad a la cual denominó «cistitis parenquimatosa».
En 1914, Guy Hunner extendió el conocimiento de la enfermedad, al publicar varios casos de mujeres que durante varios años padecieron un cuadro clínico caracterizado por dolor suprapúbico, polaquiuria, nicturia y urgencia miccional, cuyo examen por cistoscopia revelaba la presencia de úlceras características en la pared vesical, que se denominaron con su nombre: «úlceras de Hunner». La primera revisión exhaustiva de casos la realizó Hand en el año 1949, recopilando 223 casos y describiendo tres grados de la enfermedad.

## Epidemiología
Los datos epidemiológicos de diferentes países muestran tasas de incidencia y prevalencia muy variables, probablemente debido a la disparidad en los criterios diagnósticos. Estudios más antiguos muestran que la cistitis intersticial es una enfermedad relativamente rara (18,1 por 100 000 en mujeres y 10,6 por 100 000 en hombres), pero la prevalencia ha ido aumentando según estudios del año 2003 al 2005 (52 a 97 por 100 000 en mujeres y 40 a 70 por 100 000 en hombres) realizados por médicos. Sin embargo, la prevalencia es mayor cuando el estudio considera el antecedente dado por el paciente de padecer o de haber padecido la enfermedad (501 a 865 por 100 000); y aún mayor si se basa en cuestionarios sin examen clínico (450 a 11 200 por 100 000).
En general, la enfermedad es más común en mujeres, con una relación mujer:hombre de 5:1 a 10:1. La edad promedio de presentación es entre los 42 y los 46 años de edad, siendo su inicio más temprano en los hombres.

## Etiología y patogenia
La causa de la cistitis intersticial no se ha determinado y probablemente sea multifactorial. La presencia de daño de magnitud variable en el epitelio de la vejiga es un factor común para todos los pacientes que presentan esta enfermedad. Se han propuesto los siguientes posibles factores etiológicos de este daño:
1. Deficiencia en los glicosaminoglicanos que constituyen el moco que reviste el epitelio de la vejiga, de tal forma que su permeabilidad aumenta, lo cual permite que sustancias irritantes de la orina, como el potasio, penetren en la pared de la vejiga, provocando alteraciones en los nervios y músculos que generan finalmente inflamación y dolor.[15][16][17][18]
2. Activación de un tipo específico de células inflamatorias (mastocitos) que liberan histaminas u otros agentes químicos que promueven los síntomas de la cistitis intersticial en la vejiga.[19][20]
3. Producción de una sustancia tóxica en la orina.
4. Hipersensibilidad neurogénica, en la que los nervios que transportan las sensaciones a la vejiga están modificados, lo que hace que eventos que normalmente no son dolorosos causen dolor (como el llenado de la vejiga), similar a lo que ocurre en el síndrome de dolor regional complejo tipo I.[21][22]
5. El sistema inmunológico del cuerpo ataca a la vejiga, de manera similar a lo que ocurre en otras enfermedades autoinmunes.[23]
6. Una infección por agente no identificado.[14]
7. Producción de un factor antiproliferativo que afecta la renovación del epitelio vesical.[24]

Es probable que en diferentes grupos de pacientes ocurran diferentes procesos. También es probable que estos diferentes procesos se afecten entre ellos (por ejemplo, un defecto en el epitelio de la vejiga puede promover la inflamación y estimular a los mastocitos).
Los pacientes con cistitis intersticial presentan con mayor frecuencia el antecedente de cirugías urológicas o ginecológicas, o infecciones urinarias a repetición, o problemas urinarios cuando niños.
La cistitis intersticial se relaciona con varias enfermedades crónicas, como:
- Enfermedad inflamatoria intestinal.
- Lupus eritematoso sistémico (30 veces más probabilidades que la población general).
- Síndrome del intestino irritable (100 veces más probabilidades que la población general).
- Fibromialgia.
- Alergias atópicas.
- Asma.
- Migrañas.
- Síndrome de fatiga crónica.
- Trastornos psiquiátricos como el trastorno de ansiedad, la depresión y trastornos adaptativos.
- Sensibilidad al gluten no celíaca.[26]

Al realizar una cistoscopía, se pueden encontrar 2 tipos de cistitis intersticial, ulcerosa y no ulcerosa. La presentación ulcerosa se da en un 10 % de los casos.
La forma ulcerosa se presenta con el epitelio superficial de la vejiga enrojecido y con una o más ulceraciones rodeadas de congestión mucosa, que comprometen la lámina propia, denominadas úlceras de Hunner. La sobredistensión de la vejiga produce su ruptura y sangramiento.
La forma no ulcerosa carece de las úlceras, pero presenta lesiones hemorrágicas petequiales, con aspecto de frambuesa, denominadas "glomerulaciones".

## Cuadro clínico
Los síntomas de la cistitis intersticial son variables. Están presentes con intensidad diferente: dolor pelviano, aumento de la frecuencia miccional, nicturia, sensación de urgencia para orinar y a veces disuria. El curso de la enfermedad es crónico.
El aumento de la frecuencia miccional, o polaquiuria, es la necesidad de orinar más a menudo que lo normal. Normalmente, una persona adulta promedio orina entre seis y nueve veces al día, y no necesita levantarse durante la noche para ir al baño o lo hace una vez. Un paciente con cistitis intersticial necesita orinar con mayor frecuencia, tanto de día como de noche. A medida que la frecuencia aumenta, se convierte en urgencia. La urgencia para orinar es un síntoma habitual de la enfermedad. Algunos pacientes sienten una urgencia constante que nunca pasa, incluso después de orinar (tenesmo vesical). Si bien otros pacientes orinan a menudo, no necesariamente sienten esta urgencia para ir al baño todo el tiempo.
Los pacientes con cistitis intersticial pueden sufrir de dolor en la vejiga que empeora a medida que la vejiga se llena. Algunos pacientes sienten el dolor en otras áreas además de la vejiga. Una persona puede sentir dolor en la uretra, en la región inferior del abdomen, en la región inferior de la espalda o en el área de la pelvis o perineal. Las mujeres pueden experimentar dolor en la vulva o en la vagina, y los hombres pueden sentir dolor en el escroto, en los testículos o en el pene. El dolor puede ser constante o intermitente.
Muchos pacientes con cistitis intersticial pueden identificar ciertas cosas que empeoran los síntomas. Por ejemplo, los síntomas de algunas personas empeoran al ingerir ciertas comidas o bebidas. Muchos pacientes encuentran que los síntomas son peores si tienen estrés (ya sea estrés físico o mental). Los síntomas pueden variar con el ciclo menstrual, acrecentándose en la etapa premenstrual, lo cual lo distingue del dolor de la endometriosis. Tanto los hombres como las mujeres con esta enfermedad pueden experimentar alguna disfunción sexual a causa de esta enfermedad; las mujeres pueden sufrir dolor durante el coito porque la vejiga se encuentra al frente de la vagina, y los hombres pueden sentir dolor en el orgasmo o al día siguiente. Se ha visto que el 97 % de las mujeres que sufren dolor postcoital sufren de algún grado de cistitis intersticial.

## Diagnóstico
El diagnóstico de la cistitis intersticial es generalmente de exclusión, ya que no hay síntomas ni signos característicos o patognomónicos. Básicamente, deben descartarse una infección urinaria y un cáncer de vejiga, y presentar los síntomas descritos durante al menos 6 semanas.
Los exámenes que pueden realizarse para descartar otras enfermedades son:
- Análisis de orina.
- Análisis de secreción vaginal.
- Ecografía pelviana.
- Tomografía axial computada.
- Resonancia nuclear magnética.
- Cistoscopia.
- Biopsia de vejiga.

El Instituto Nacional de Diabetes y Enfermedades Renales y Digestivas de los Estados Unidos ha desarrollado criterios de inclusión y exclusión para el diagnóstico de cistitis intersticial:
Presencia de:
- Urgencia o aumento de frecuencia para orinar; o dolor pélvico, perineal o vesical.
- Glomerulaciones o úlceras de Hunner, pesquisadas por cistoscopia de vejiga distendida.

Ausencia de:
- Infección urinaria.
- Infecciones genitourinarias o prostatitis.
- Tumores benignos o cáncer.
- Historia de radiación, tuberculosis o cistitis química.

Sin embargo, estos criterios tienen una utilidad principalmente de estudio, puesto que la presentación clínica suele ser más compleja, y aplicarlos estrictamente dejaría fuera a un 60 % de casos diagnosticados como cistitis intersticial.
Un examen adicional para apoyar el diagnóstico y tratamiento potencial, es la prueba de sensibilidad al potasio, que consiste en la instilación intravesical de cloruro de potasio, lo cual da una reacción de sensibilidad de urgencia urinaria o dolor vesical en un 75 % de los sujetos que padecen cistitis intersticial, lo cual demostraría una alteración en la permeabilidad del epitelio urinario. No se recomienda su uso para definir el diagnóstico definitivo, sino que para confirmar la sospecha clínica y ayudar a la elección y seguimiento del tratamiento.

## Diagnóstico diferencial
Las posibilidades que deben considerarse ante un cuadro clínico como el de la cisititis intersticial incluyen enfermedades infecciosas y enfermedades inflamatorias, que pueden comprometer los sistemas ginecológico, urológico o neurológico.

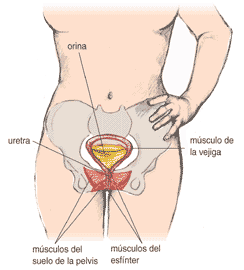
Vejiga urinaria

Se deben considerar las siguientes enfermedades inflamatorias o infecciosas:
- Infección del tracto urinario recurrente.
- Bartolinitis o inflamación de la glándula de Skene.
- Vulvitis.
- Cistitis tuberculosa.
- Cistitis eosinofílica.
- Vaginitis.
- Esquistosomiasis.

| Otras causas ginecológicas: - Tumores pelvianos: - Mioma. - Adenomiosis. - Cáncer de origen ginecológico. - Endometriosis. - Mittelschmerz. - Enfermedad inflamatoria pelviana. - Atrofia genital. | Otras causas urológicas: - Cáncer vesical. - Carcinoma in situ. - Cistitis por radiación. - Incontinencia urinaria por reblase o rebosamiento. - Alteración en el funcionamiento del detrusor. - Prostatodinia. - Síndrome del dolor pélvico crónico. - Obstrucción urinaria baja. - Enfermedad del cuello vesical. | Otras causas neurológicas: - Hiperactividad del detrusor. - Enfermedad de Parkinson. - Discopatía o Hernia discal lumbosacra. - Estenosis espinal. - Tumor espinal. - Esclerosis múltiple. - Accidente cerebrovascular. Otros diagnósticos a considerar: - Enfermedad inflamatoria intestinal. - Diverticulitis. - Sinequias post quirúrgicas. |

## Tratamiento

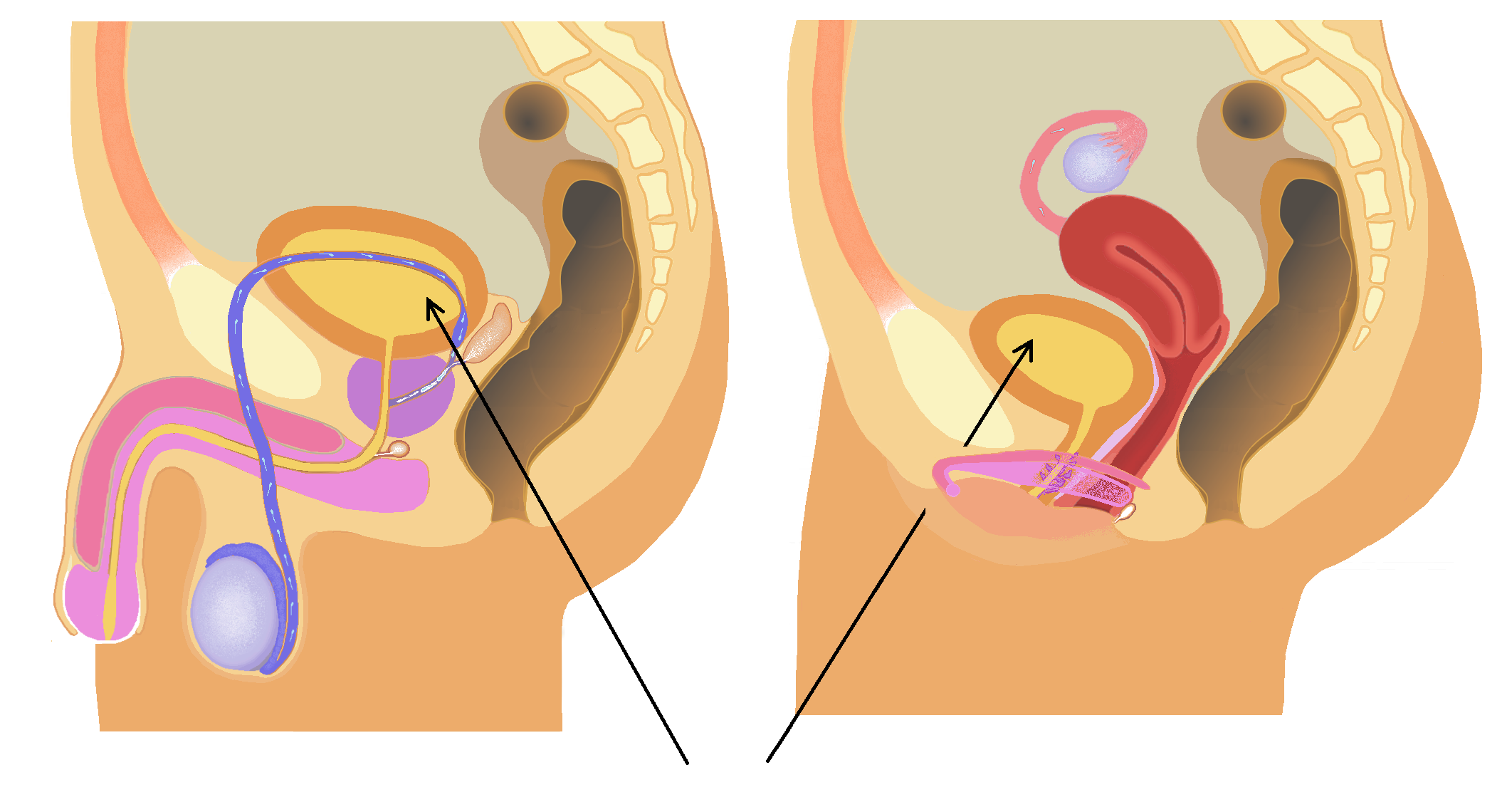
Comparación de las vejigas de hombre y mujer

El tratamiento debe elegirse individualmente para cada paciente en función de su cuadro clínico. Normalmente se requieren diferentes tratamientos o combinaciones de ellos para que ocurra el alivio de los síntomas, lo cual se logra en un 85 a 90 % de los casos.
Deben evitarse los alimentos ácidos (limón, pomelo, naranja, arándano rojo, piña), el café, el té, el alcohol, los edulcorantes artificiales, las bebidas gaseosas y el chocolate, ya que son agravantes de los síntomas en algunos pacientes.

Se pueden categorizar los tratamientos en aquellos administrados por vía oral y aquellos aplicados por instilación vesical.

### Tratamiento oral
El pentosano polisulfato, cuyo mecanismo de acción no se conoce claramente, es uno de los medicamentos aprobados por la Administración de Alimentos y Medicamentos de los Estados Unidos (United States Food and Drug Administration, FDA) para tratar la cistitis intersticial. Se cree que actúa restaurando el revestimiento de glicosaminoglicano del epitelio de la vejiga, en conjunto con un efecto antiinflamatorio directo. La dosis habitual es de 100 mg tres veces al día. Es muy poco común que tenga efectos secundarios, y si los hay, los más comunes son náuseas, diarrea y malestar gástrico. A menudo se necesitan entre tres y seis meses de tratamiento con pentosano polisulfato por vía oral antes de que el paciente note una mejora importante en los síntomas.
La hidroxicina es un fármaco antihistamínico que se utiliza para el tratamiento de la cistitis intersticial por sus efectos de inhibición de la serotonina y disminución en la activación de los mastocitos. Su eficacia clínica se ha demostrado en pacientes con biopsias vesicales que demuestran activación de los mastocitos o que tienen historia personal de atopías. La dosis habitual es de 10 a 75 mg por la noche. Los posibles efectos secundarios son sedación, somnolencia, sequedad de mucosas y constipación. La somnolencia y la sedación pueden ser beneficioso porque ayuda al paciente a dormir mejor por la noche y a levantarse con menos frecuencia para orinar. Los únicos antihistamínicos que se han estudiado específicamente para la cistitis intersticial son la hidroxicina y la cimetidina.
El tratamiento con amitriptilina, fármaco antidepresivo, es seguro y efectivo para aliviar los síntomas de la cistitis intersticial, con una respuesta positiva de un 64 % a los 20 meses de seguimiento. La dosis efectiva varía entre 25 y 100 mg por día, con un promedio de máxima efectividad en 55 mg. Los efectos secundarios más comunes son anticolinérgicos, principalmente la sequedad bucal, y otros tales como somnolencia, sedación, constipación y aumento de peso.
La prednisona, corticoide con efectos inmunosupresores, en dosis de 25 mg al día por uno o dos meses, disminuye parcialmente los síntomas y más significativamente el dolor. Sus efectos adversos son aumento de peso, hiperglucemia, hipertensión, hematomas fáciles y alteraciones visuales.
La ciclosporina, fármaco inmunosupresor, tomada en bajas dosis por tiempo prolongado (60 meses), mejora la sintomatología de la cistitis intersticial.
La gabapentina, un antiepiléptico, también se ha ocupado en el tratamiento de la cistitis intersticial.

### Instilación vesical
La instilación vesical (aplicación de una sustancia en la vejiga mediante una sonda introducida por la uretra) de diferentes fármacos ha sido estudiada ampliamente.  Entre las sustancias utilizadas están: la resiniferatoxina, el dimetilsulfóxido, BCG, pentosano polisulfato, oxibutinina y alcanilizantes de la orina. De todos estos solo el BCG y la oxibutinina presentan resultados positivos. La resiniferatoxina es mal tolerada y los resultados dudosos.
El dimetilsulfóxido (DMSO) es otro tratamiento aprobado por la FDA. La instilación vesical normalmente se hace una vez a la semana durante seis semanas, y algunas personas continúan utilizándolo como tratamiento de mantenimiento (aunque con intervalos más largos de tiempo y no todas las semanas). No se sabe a ciencia cierta cómo actúa el DMSO sobre la cistitis intersticial. Tiene varias propiedades, entre las que se incluye el bloqueo de la inflamación, la disminución de la sensación de dolor y la eliminación de un tipo de toxinas llamadas “radicales libres” que pueden dañar a los tejidos. Algunos médicos combinan el DMSO con otros medicamentos como la heparina (similar al pentosano polisulfato) o esteroides (para reducir la inflamación). No hay estudios que hayan probado si estas combinaciones funcionan mejor que el dimetil sulfóxido solo. El dimetilsufóxido logra alivio de los síntomas en un 70 % de los casos.
El principal efecto secundario del DMSO es un olor semejante al del ajo que dura durante varias horas luego de la aplicación. Para algunos pacientes, la introducción del DMSO en la vejiga puede ser dolorosa. A menudo se puede aliviar este dolor aplicando antes anestesia local en la vejiga mediante una sonda, o mezclando el anestésico local con el DMSO.
El uso del pentosano polisulfato, así como de la heparina y del ácido hialurónico por vía intravesical, se basan en la hipótesis etiológica del déficit de glicosaminoglicano.
La heparina es similar al pentosano polisulfato y probablemente ayude a la vejiga mediante mecanismos similares. La heparina no es absorbida por el estómago y las inyecciones a largo plazo pueden causar osteoporosis (debilitación de los huesos), y, por lo tanto, debe ser colocada en la vejiga mediante una sonda. La dosis habitual es de 10 000 a 20 000 unidades diarias o tres veces a la semana. No suele presentar efectos secundarios porque la heparina permanece solo en la vejiga y normalmente no afecta al resto del cuerpo.
El ácido hialurónico o el hialuronato de sodio aplicado por medio de instilación al interior de la vejiga ha demostrado tener buenos resultados terapéuticos.

### Otros tratamientos
La inyección subcutánea de pentosano polisulfato con heparina da una mejor respuesta clínica que el uso del pentotato polisulfato solo.
Se realizan también intervenciones quirúrgicas, tales como la resección de las úlceras de Hunner vía cistoscópica,  cirugía reconstructiva de la vejiga, bloqueo nervioso. Existen otros tratamientos contra la cistitis intersticial, pero con menos frecuencia que los que se han descrito.
La cistitis intersticial sigue siendo una enfermedad difícil de diagnosticar y de tratar. Aparentemente, las terapias combinadas, que incluyen dos o más de los tratamientos descritos tienen mejores resultados, pero no se ha podido demostrar que alguna sea mejor que otra.